# Chaetonotus heterocanthus
Chaetonotus heterocanthus är en djurart som tillhör fylumet bukhårsdjur, och som beskrevs av Adolf Remane 1927. Chaetonotus heterocanthus ingår i släktet Chaetonotus och familjen Chaetonotidae. Inga underarter finns listade i Catalogue of Life.